# Cicurina nevadensis
Cicurina nevadensis är en spindelart som beskrevs av Simon 1886. Cicurina nevadensis ingår i släktet Cicurina och familjen kardarspindlar. Inga underarter finns listade i Catalogue of Life.